# Shota Kaneko
Shota Kaneko (金子 翔太, Kaneko Shota) est un footballeur japonais né le 2 mai 1995 à Nikkō. Il évolue au poste de milieu offensif ou d'attaquant.

## Biographie

### En club
Il inscrit quatre buts dans le championnat du Japon lors de la saison 2017.

### En équipe nationale
Avec les moins de 19 ans, il participe au championnat d'Asie des moins de 19 ans en 2014. Le Japon atteint les quarts de finale de cette compétition.

## Palmarès
- Vice-champion du Japon de D2 en 2016 avec le Shimizu S-Pulse